# Russula viridis
Russula viridis är en svampart som beskrevs av Cleland 1933. Russula viridis ingår i släktet kremlor och familjen kremlor och riskor.   Inga underarter finns listade i Catalogue of Life.